# 昭公 (春秋宋)
昭公（しょうこう、? - 紀元前611年）は、春秋時代の宋の君主（在位前620年 - 前611年）。姓は子、名は杵臼。成公の子。

## 生涯
紀元前620年、父の成公が死去した。『史記』によると、宋君禦が太子を殺して即位したが、宋の人が宋君禦を殺して昭公に擁立したとされる。『春秋左氏伝』によると、昭公が敵対する公子たちを除こうとしたが、公子たちが先手を打って公孫固と公孫鄭を殺害したため、昭公は妥協を余儀なくされた。即位後、晋・斉・衛・陳・鄭・許・曹と扈で盟約を結んだ。
紀元前619年、昭公の祖母にあたる襄夫人（王姫、襄公夫人）が戴氏を動かして襄公の孫の孔叔・公孫鍾離と昭公の弟の公子卬を殺害した。紀元前618年、楚が鄭を攻撃すると、宋は晋・魯・衛・許とともに鄭を救援しようとしたが、間に合わず鄭は楚に屈服した。紀元前617年、楚・陳・鄭・蔡が宋に侵攻しようとしたので、昭公は華御事の進言を容れて楚に服従した。
紀元前613年、晋・魯・陳・衛・鄭・許・曹が新城で同盟を結んだ。蕭の封人をつとめていた高哀が昭公の態度を憎んで魯に亡命した。紀元前612年、司馬の華耦を魯に派遣して盟約を結んだ。晋・衛・蔡・陳・鄭・許・曹と扈で盟約を結んだ。
紀元前611年、昭公が孟諸沢で狩猟している途中、襄夫人が帥甸の官に命じて昭公を弑させた。